# Miconia fadyenii
Miconia fadyenii là một loài thực vật có hoa trong họ Mua. Loài này được (Hook.) Judd & Skean mô tả khoa học đầu tiên năm 1991.